# گوزن ریز
گوزن ریز (نام علمی: Pudu) نام یک سرده از زیرخانواده گوزنیان جهان جدید ساکن در آمریکای جنوبی است. این گوزن کوچک‌ترین گوزن جهان هستند. ارتفاع این گوزن از ۳۲ تا ۴۴ سانتیمتر و طول آنها تا ۸۵ سانتی‌متر است.